# Хрониките на Асдал
„Хрониките на Асдал“ (на корейски: 아스달 연대기, на английски: Arthdal Chronicles) е южнокорейски сериал от 2019 г. по сценарий на Ким Йонг Хьон и Пак Санг Йон, режисиран от Ким Уон Сок и продуциран от Studio Dragon и KPJ.
Считан е за първата корейска древна фентъзи драма, чиято история се развива през Бронзовата епоха.
Първият сезон се излъчва по tvN от 1 юни до 22 септември 2019 г., събота и неделя от 21:00 (KST) за 18 епизода. В него участват Чанг Донг Гун, Сонг Джунг Ки, Ким Джи Уон и Ким Ок Бин.
Вторият сезон на сериала е излъчен също по tvN от 9 септември до 22 октомври 2023 г. за 12 епизода, като в него участват отново Чанг Донг Гун и Ким Ок Бин, докато Сонг Джунг Ки и Ким Джи Уон са заменени съответно от И Джун Ги и Шин Се Кьонг.

## Сюжет

### Първи сезон
Драмата се развива в митичния град Асдал и разказва историите на герои, превърнали се в легенди в митичната земя на древния Ас. Там някога живеят сарамите и неанталите. Сарамите са хора, които разбират, че териториалният контрол е равен на власт. Неанталите са вид технологично по-нисък от сарамите, но притежаващ свръхчовешка скорост, сила и ловкост. Отличителен белег са лилавите им устни, характеристика на синята кръв, течаща в телата им.
Опитът на сарамите да съжителстват с неанталите се проваля и това води до изтребване на неанталския вид и завладяване на териториите им.
Докато сарамите изкореняват предполагаемите си врагове, Тагон (Джанг Донг-гун) се изявява като могъщ тактически лидер и воин на Асдал. Мечтата му е да бъде първият крал на Асдал и той си проправя път към тази цел с всички възможни средства.
Ън Сом (Сонг Джунг Ки) е игот (наполовина човек, наполовина неантал). Оцелява благодарение на майка си, която го отвежда до безопасната земя на племето Уахан. Въпреки че е по-различен от всички останали, хората от племето го приемат и стават негово семейство. Но това семейство е разпокъсано, когато Уахан попада под властта на Асдал.
Таня (Ким Джи Уон) е определена да бъде следващата велика духовна майка на племето Уахан. Съдбата ѝ е дълбоко преплетена с тази на Ън Сом.
Те А Ра (Ким Ок Бин) е амбициозна жена, която се е свързала тясно с Тагон и неговата мисия да стане крал.
Сая (Сонг Джунг Ки) е друг игот, който е отгледан тайно от Тагон и Те А Ра. Той се сближава с Таня след пристигането ѝ в Асдал и става важна част от историята.

### Втори сезон
Втори сезон на Хрониките на Асдал, озаглавен Мечът на Арамун показва епичната война между кралство Асдал на Тагон и племето Аго на Ън Сом за земята на Ас.
Действието се развива 8 години по-късно, когато Тагон вече е крал. Ън Сом (И Джун Ги) държи непобедима власт над източната част на континента. Таня (Шин Се Кьонг) е един от трите стълба на властта в Асдал, издигнала се от безсилен роб от племето Уахан до статут на първосвещеник.
През изминалите осем години успешно са потушени бунтовете на племената. А под командването на Ън Сом, племето Аго успешно обединява всичките 30 племена за първи път от 200 години.

## Актьорски състав
- Чанг Донг Гун – Тагон
- Сонг Джунг Ки – Ън Сом / Сая (сезон 1)
- И Джун Ги – Ън Сом / Сая (сезон 2)
- Ким Джи Уон – Таня (сезон 1)
- Шин Се Кьонг – Таня (сезон 2)
- Ким Ок Бин – Те А Ра
- Ким И Сонг – Сан Унг
- Пак Хе Джун – Му Бек
- Пак Хьонг Су – Гил Сун
- И До Кьонг – Асарон
- Чо Сонг Ха – Хе Ми Хол
- Юн Са Бонг – Хе Ту Ак